# Théâtre municipal de Grenoble
Pour les articles homonymes, voir Théâtre municipal.
 (janvier 2011).
Si vous disposez d'ouvrages ou d'articles de référence ou si vous connaissez des sites web de qualité traitant du thème abordé ici, merci de compléter l'article en donnant les références utiles à sa vérifiabilité et en les liant à la section « Notes et références ».
 (octobre 2021).
Résidence
Le Théâtre de Grenoble est une salle de spectacle datant de 1768 située à Grenoble aux bords de l'Isère. Son entrée se situe dans la petite rue Hector-Berlioz en plein centre-ville historique à proximité immédiate de ses monuments les plus anciens comme la Collégiale Saint-André, le Palais du parlement du Dauphiné ou l'Hôtel de Lesdiguières.
Aujourd'hui, la salle porte le nom de Grand Théâtre car elle fait partie depuis 2016 du TMG, nouveau nom du Théâtre municipal de Grenoble qui regroupe le Grand Théâtre, le Théâtre 145 (145 cours Berriat) et le Théâtre de Poche (182 cours Berriat).

## Historique
(août 2017).
Bien avant la création officielle du premier théâtre municipal de la ville, situé à l'emplacement actuel, la ville de Grenoble témoignait déjà d'une longue tradition de vie théâtrale. On sait que dès le XIVe siècle, un grand nombre de « Mystères » étaient joués sur la place Saint-André et que, pour de grandes occasions, des « histoires » étaient représentées dans certaines salles aménagées en salles de spectacles. Danseurs, jongleurs, acrobates et mimes animaient également la rue. Grenoble garde aussi et surtout le souvenir émouvant, du passage en 1658, de Molière et de sa troupe, dans ses murs à l’occasion d’une tournée du roi soleil dans le sud de la France. Et nous avons également la preuve que Molière est venue une seconde fois à Grenoble, pour le baptême de son filleul.  À cette époque, les consuls s'occupaient déjà de trouver un local pour une salle de spectacles permanente et finirent par acheter le Jeu de Paume de Lesdiguières en 1767. L'endroit devint un vrai théâtre l'année suivante en septembre 1768, et fut concédé à un directeur.
Ce n'est qu'en 1768, qu'un entrepreneur de spectacles eut l'idée de lancer une souscription volontaire, à l'effet de « l'établissement d'une Académie de Musique permanente, composée de sujets nécessaires à un bon concert, un opéra bouffe et quelques comédies » qui seraient exécutés toute l'année. À la surprise générale, l'initiative connut un franc succès et les fonds furent rapidement réunis. Faute de mieux, les directeurs choisirent de s'installer dans l'un des quatre jeux de paume, dépendant des bâtiments de Lesdiguières et situé rue du Quai (l'actuelle rue Hector-Berlioz). La ville le leur concéda à la condition expresse que « les  spectacles étant extrêmement châtiés paraissent utiles et concourent à l'éducation, par l'émulation qu'ils peuvent donner à la connaissance des lettres ».
La construction et l'ornementation furent confiées à l'architecte Lhormé et dès l'année 1768, le théâtre ouvrit ses portes avec la troupe Baron, dirigée par l'arrière-petit-fils du célèbre comédien Molière. Si les auteurs qui se succédèrent après lui sur la scène, ne furent pas tous à la hauteur de son talent, le théâtre suscita pourtant un formidable engouement parmi les Grenoblois qui affluèrent en masse. De sorte que le Conseil général s'en octroya bientôt la direction. 
Le 29 décembre 1769 naissait donc officiellement le théâtre municipal de Grenoble.

## Le spectacle de la Révolution et la révolution du spectacle
Sous l'ancien régime, les conditions du spectacle restaient médiocres : cherté des places, inconfort des fauteuils, absence de chauffage l'hiver et piètre qualité des comédiens, musiciens et choristes. À l'heure de la Révolution, le théâtre prit le titre évocateur d’« École des mœurs » et l'on joua forces pièces édifiantes pour le citoyen sans-culotte. Jacobins et modérés se disputaient encore le devant de la scène, quand le jeune Stendhal (alors âgé de quatorze ans) s'éprenait de la belle ingénue Mademoiselle Cubly, dont les charmes et les mimiques attiraient les Grenoblois vers 1795.
Le théâtre ouvrait ses portes à quatre heures de l’après-midi et la représentation ne devait pas s'éterniser au-delà de vingt et une heures trente. Comédies, drames, opéras, numéros de cirque ou spectacles de marionnettes, les troupes de passage se succédaient avec  plus ou moins de  succès. Certains soirs de l'année la salle était réquisitionnée pour être transformée en piste de danse, à la grande joie du public. Les bals donnés par la Ville étaient particulièrement appréciés des Grenoblois et l'affluence exceptionnelle  provoquait souvent bousculades et rixes que les représentants de l'ordre ne parvenaient qu'à grand peine à maitriser.
En 1807, Monsieur Lintant, alors directeur du théâtre, créa la première troupe d'opéra-comique de Grenoble, genre qu'affectionnaient tout spécialement les Grenoblois. Mais les guerres napoléoniennes forcèrent les représentations à s'interrompre pour un temps. À la réouverture du théâtre, Monsieur Lintant mit tous ses efforts dans la constitution d'une troupe de choristes et musiciens de talent, capable de jouer et chanter les pièces lyriques alors très en vogue.

## Des difficultés de gestion au début duXIXesiècle
Outre de nombreuses comédies comme Le Barbier de Séville, il reçut tous les grands artistes du XIXe siècle. L'acteur Talma en 1812, puis Franz Liszt en mai 1845, la danseuse Marie Taglioni, la cantatrice Adelina Patti, Sarah Bernhardt en 1882. Menacé d'effondrement à la fin du XIXe siècle, l'édifice fut reconstruit sur le même emplacement.
Toutefois, la gestion du théâtre devenait de plus en plus difficile. Ni l'indemnité annuelle accordée par la ville, ni le bénéfice des recettes ne parvenait à atténuer le  poids des charges et dépenses qu'occasionnaient entre autres la location de la salle et l'entretien onéreux des artistes comme du personnel technique. De sorte que, bien souvent, les saisons s'achevaient par une faillite des gestionnaires.
En 1820, Monsieur Lintant se plaint de sa situation : « Le soutien du théâtre de Grenoble, 
dit-il, devient chaque jour, pour moi, la source de nouvelles inquiétudes et la diminution 
trop sensible des recettes et abonnements détruit toutes mes espérances ». L'étroitesse, l'inconfort et l’insalubrité de la salle provoquaient un mécontentement grandissant parmi les habitués. En 1831, un groupe relativement  important d'abonnés se plaignit au maire Félix Penet, du peu de soins mis à l'entretien et à la décoration de la salle.
En 1835, une nouvelle requête lui fut adressée par des « personnes  respectables », concernant l'insuffisance calorifique du poêle, situé au parterre. L'année suivante ce fut le mauvais état de l'éclairage qui provoqua quelques remous dans l'opinion. Le public bouda de plus en plus le théâtre et préféra à la comédie, au drame ou au grand opéra, les divertissantes pantomimes proposées par le Cirque Franconi, qui menaçait de s'installer définitivement à Grenoble.
La question de la reconstruction du théâtre fut dès lors à l'ordre du jour. Le conseil municipal de Frédéric Taulier réuni en séance extraordinaire le 21 décembre 1850, reconnut l'urgence du projet. L'insuffisance des places, l'insalubrité de la scène, le défaut d'acoustique, l'exiguïté des couloirs, l'état déplorable de la décoration intérieure et la tristesse de la façade, appelaient une restauration immédiate. Le projet fit naître pourtant une polémique qui divisa les Grenoblois. Les uns voulaient que le théâtre conserve son emplacement initial, les autres désirant qu'il émigre à la périphérie, vers la place de la Constitution (actuelle Place de Verdun).
Le 29 avril 1851, une pétition réunissant 2 731 signatures protestait contre l'éventuel maintien du théâtre « à proximité des archives de la Ville, des archives de toutes les administrations départementales, des Greffes de la Cour Impériale, du Tribunal civil, du Tribunal de commerce, de la prison... en contact immédiat avec le presbytère de Saint-André, et à quelques pas du portail de l'église elle-même », estimant par ailleurs qu’il y a des rapprochements que les plus simples convenances condamnent.
Seul le manque de crédits motiva la décision de conserver le théâtre rue Hector Berlioz et le débat prit fin.

## Une restauration salutaire

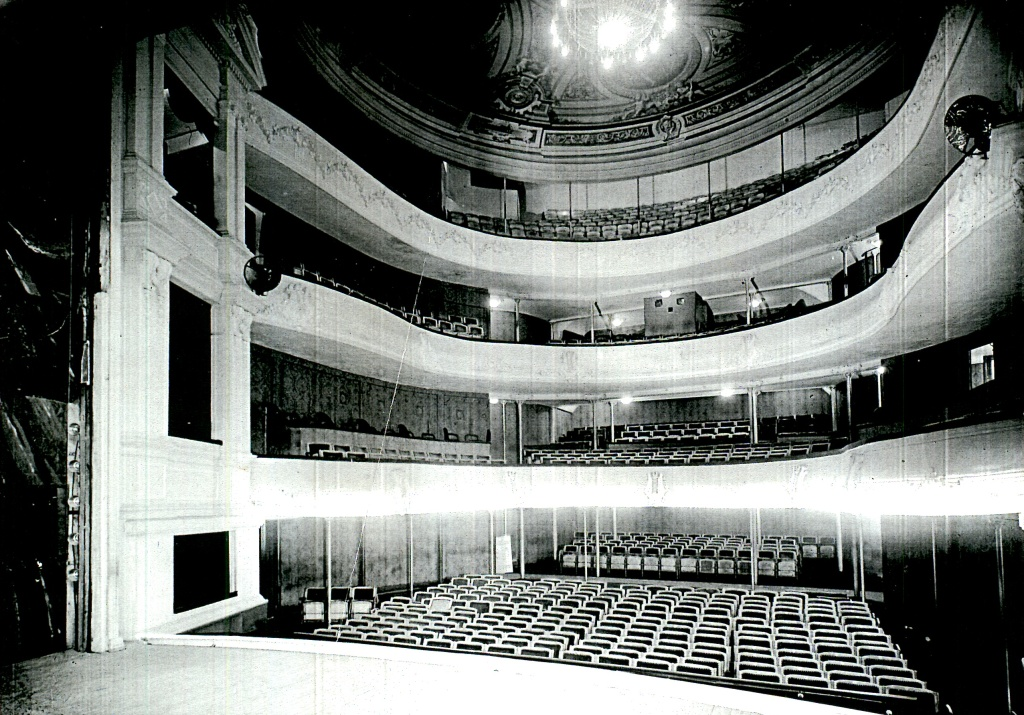
Salle à l'italienne du Théâtre de Grenoble en 1858

Les travaux de reconstruction débutèrent en avril 1853 pour se terminer au milieu de l'année  1858. La salle fut sensiblement agrandie puisque le nombre des places passa de 708 à 962. 
La  scène fut élargie, la  façade démolie et refaite entièrement. Enfin, l’éclairage et l'acoustique furent améliorés. On installa également une buvette à l'intérieur du bâtiment. L'inauguration officielle eut lieu devant une salle comble. Les saisons reprirent. Œuvres lyriques, drames et comédies attiraient un public nombreux et fidèle : 
- Œuvres lyriques : L'Etoile du Nord, Galathée, Jérusalem, Dalila, La Belle Hélène...
- Drames :  La Reine Margot, La Grâce de Dieu, Les Paysans des Alpes...
- Comédies : Le Malade imaginaire, Tartuffe, Le Gamin de Paris, Le Débutant, Le Bon Papa...

La Ville jugea bon de joindre ses encouragements à ceux des Grenoblois, en augmentant la subvention municipale. Le théâtre se portait bien. En 1861-1862, la première troupe grenobloise de grand opéra s'installait à demeure. Les  couloirs du théâtre s'égayaient de publicités, tandis que les ouvreuses vendaient, durant les entractes, La Gazette le Bijou-programme et bientôt, en 1866, le Dauphiné à l'intérieur de la salle. Les loges se remplirent d'une clientèle riche et colorée.

## La fin duXIXesiècle

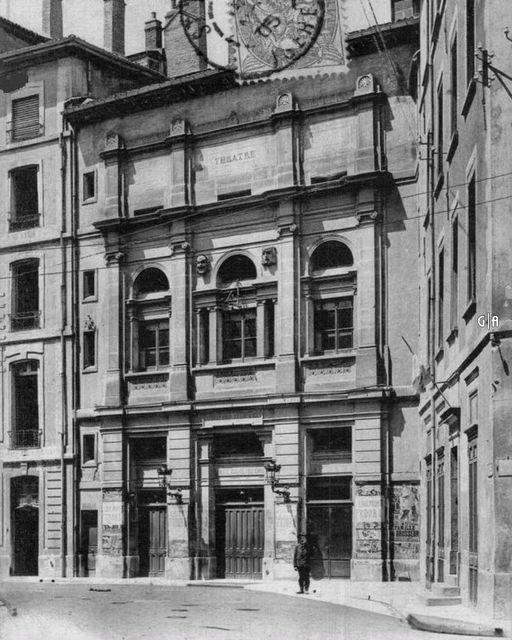
Façade du Théâtre de Grenoble à la belle époque

L'embellie des années 1860-1870 dura peu de temps. Déjà la jeunesse se détournait des représentations traditionnelles et allait encourager les spectacles plus légers et plus colorés du Casino, nouvellement installé rue Saint-Jacques. La mode s'instaura de monter des revues locales telles que De Grenoble à la Tronche ou Grenoble à tort et à travers, qui remportèrent un succès sans précédent.
En 1882, Grenoble accueillit sur la scène la grande Sarah Bernhardt qui joua Frou-frou et La Dame aux camélias. Bien que magistralement applaudie, elle partit pourtant furieuse de la ville, pestant contre la froideur de l'accueil qu'on lui avait réservé. Il est vrai qu'elle était  alors l'artiste la mieux payée du monde et sûrement l'une des plus exigeantes à propos du standing. Elle revint malgré tout, en 1902, interpréter L'Aiglon.
En 1891, Albert Brasseur interpréta Le Misanthrope. Mais, la crise des années 1890 était bien réelle et s'annonçait durable. Monsieur Teysseire, nouveau directeur, supportait de plus en plus difficilement la concurrence que lui faisait le Casino-Kursaal qui montait des opérettes en même temps qu'il offrait des tables de jeu. Les caisses du théâtre désemplissaient et la presse, particulièrement intransigeante à cette époque, accablait de critiques le nouveau directeur. De façon générale, les théâtres français de province enregistraient une diminution conséquente de leur clientèle. La gent aisée était de plus en plus exigeante sur la qualité  des spectacles et préférait s'offrir le luxe du déplacement à Paris, pour voir jouer des pièces originales et brillamment interprétées.
Le manque de crédit contraignait le théâtre de Grenoble à user jusqu'à la corde un répertoire classique dont le public était las. La municipalité consentit pourtant, au vu de la situation  à fournir  un  effort supplémentaire, en élevant la subvention à 30 000 F et en rationalisant la programmation. Désormais, les débuts de saison (octobre, novembre et décembre) seraient consacrés à l’opérette, tandis que les mois d'hiver (de  janvier à Pâques) seraient réservés à l'opéra-comique.
Avec le siècle nouveau, les audaces et fantaisies les plus extravagantes se donnèrent libre cours. Et, sous l'influence du Casino Kursaal, les pièces se firent plus légères, les actrices aussi. On joua L'Auberge du tohu-bohu, La bande à Fifi, Les demi-vierges, La Fille du Garde-chasse et Mam'zelle George. Mais le spectacle était aussi dans la salle. C'était l'époque où les dames venaient au théâtre, arborer leurs  toilettes les plus singulières. Un ensemble de  tissus  variés  aux  couleurs franches et aux formes sophistiquées, sans oublier les chapeaux extravagants qui faisaient tant jaser, bigarraient la salle.

## Théâtre et cinématographie
Pourtant la concurrence était de plus en plus féroce. Le « Music-hall parisien » ouvrit ses portes à l'angle de l'Avenue Alsace-Lorraine et du Cours Jean-Jaurès, « Les Variétés », ce qui allait devenir « L'Eldorado », perçait Avenue de la Gare, présentant une multitude de sketches comiques. Quant au restaurant « A la femme sans tête », nouvellement créé, il enthousiasmait la jeunesse par ses bals populaires.
De plus, l'exiguïté, et la vétusté du théâtre remettaient à l'ordre du jour le projet de 
création d'un immense palais des fêtes, pouvant à loisir se transformer en scène de théâtre, en piste de cirque ou en salle de danse. Des travaux plus urgents, comme la percée de voies nouvelles ou le réaménagement de certaines rues de Grenoble, contraignirent la municipalité à repousser l'éventualité.
Cependant, le théâtre se battait pour défendre son identité et son prestige. À cet effet, il multiplia les grandes soirées, les grands spectacles. La nouvelle direction de Monsieur Santana, qui semblait donner un second souffle à l'établissement de la rue du Quai, rebaptisée Hector Berlioz, contestait tout à la fois le public et les autorités locales. Le centenaire  de la naissance d'Hector Berlioz fut une occasion supplémentaire d'attirer tous  les  regards. On  organisa un concours international de musique, expérience sans précédent à Grenoble. 
À cette époque les célèbres tournées Baret commençaient à prévoir la capitale des Alpes comme  ville-étape, dans leur itinéraire européen. L'électricité fit son apparition et remplaça les vieux quinquets à gaz. Mais l'ouverture, en  1906, cours Saint-André, de l'« Eden-Sport », consacré aux revues et attractions de cirque puis au cinéma musical, le développement des cafés-concerts et du cinématographe ruinèrent les efforts de Monsieur Santana. Le théâtre tenta d'organiser des  matinées classiques avec conférences, souvent faites par des professeurs de la Faculté des Lettres et du Lycée, sans résultats. 
Le cahier des charges fut sensiblement modifié. La première saison s'étendait désormais du 15 octobre au 15 mars et était réservée à l'opéra-comique, à l'opérette, au drame ou à la comédie. La seconde saison était exclusivement consacrée aux pièces à grand spectacle et aux  fééries. Le  public continuant à bouder les planches, on reparla de l'édification d'un nouveau théâtre, sur l’ilot des anciennes halles. Le projet consistait à faire de Grenoble une ville d'eau et de cure thermale pour laquelle quelques salles de jeu et un théâtre flambant neuf s'imposaient.
Le débat se développa sur fond d'élections municipales et le projet fut finalement abandonné en 1913 par le futur maire Paul Mistral. En 1914, le début des hostilités força les autorités à cesser l'exploitation du théâtre provisoirement. La salle ne se remplissait qu'à l'occasion de soirées organisées au profit des blessés de guerre ou des familles des soldats.

## Le faste de l'Entre-deux-guerres
À la réouverture, le 8 octobre 1919, la subvention fut portée à 63 000 F, et le théâtre put repartir d'un bon pied. Le répertoire lyrique fut remis au goût du jour et les Faust, Manon, Carmen, Mignon et Sigurd firent salle comble.

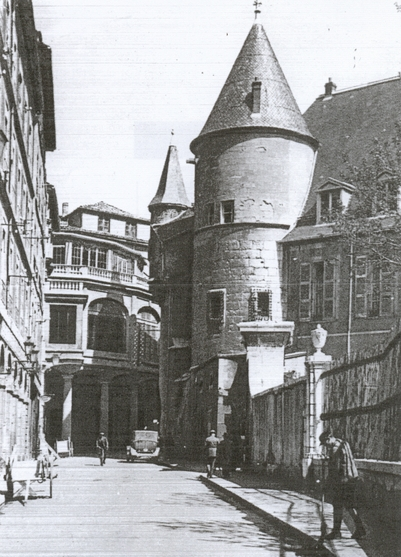
Façade de l'Opéra Municipal en 1922

Les années qui suivirent furent particulièrement favorables. En 1922, le théâtre subit une sérieuse restauration intérieure et un rajeunissement de sa façade : sa physionomie nouvelle  fut accueillie avec enthousiasme et l'inauguration officielle se déroula le 24 octobre sous l'égide de Faust. Le nombre de créations témoignait de la bonne santé du théâtre : Les  Trois Mousquetaires de Dumas, la  Claudine de Colette, et La  Mégère apprivoisée de Shakespeare, montés pour la première fois à Grenoble faisaient d'Aimé Coulon, l'un des directeurs les plus dynamiques de l’histoire du théâtre.
Les saisons 1925-1926 et 1926-1927 furent tout à fait exceptionnelles. C’était aussi l'époque  où Jouvet, Gaston Baty, Dullin, Marcel Achard, Passeur, Pagnol et d'autres partaient en campagne pour le renouveau du Théâtre français, et surtout provincial.
La crise des années 1930 eut quelques incidences sur le théâtre. On dut revenir, entre autres, à un régime de tarifs réduits qui n'était pas pour satisfaire les ambitions des directeurs.
Toutefois, les saisons 1937-1938 et 1938-1939 connurent cependant de belles réussites. Lors de la création chorégraphique du Boléro et de La Valse de Ravel, on joua à guichet fermé. Les  prestations de Nina Rosa, Jane Laugier, Miette Thabor, Myriam Leconte et Lucien Huberty enlevèrent les applaudissements les plus chaleureux du public.

## Un théâtre moderne

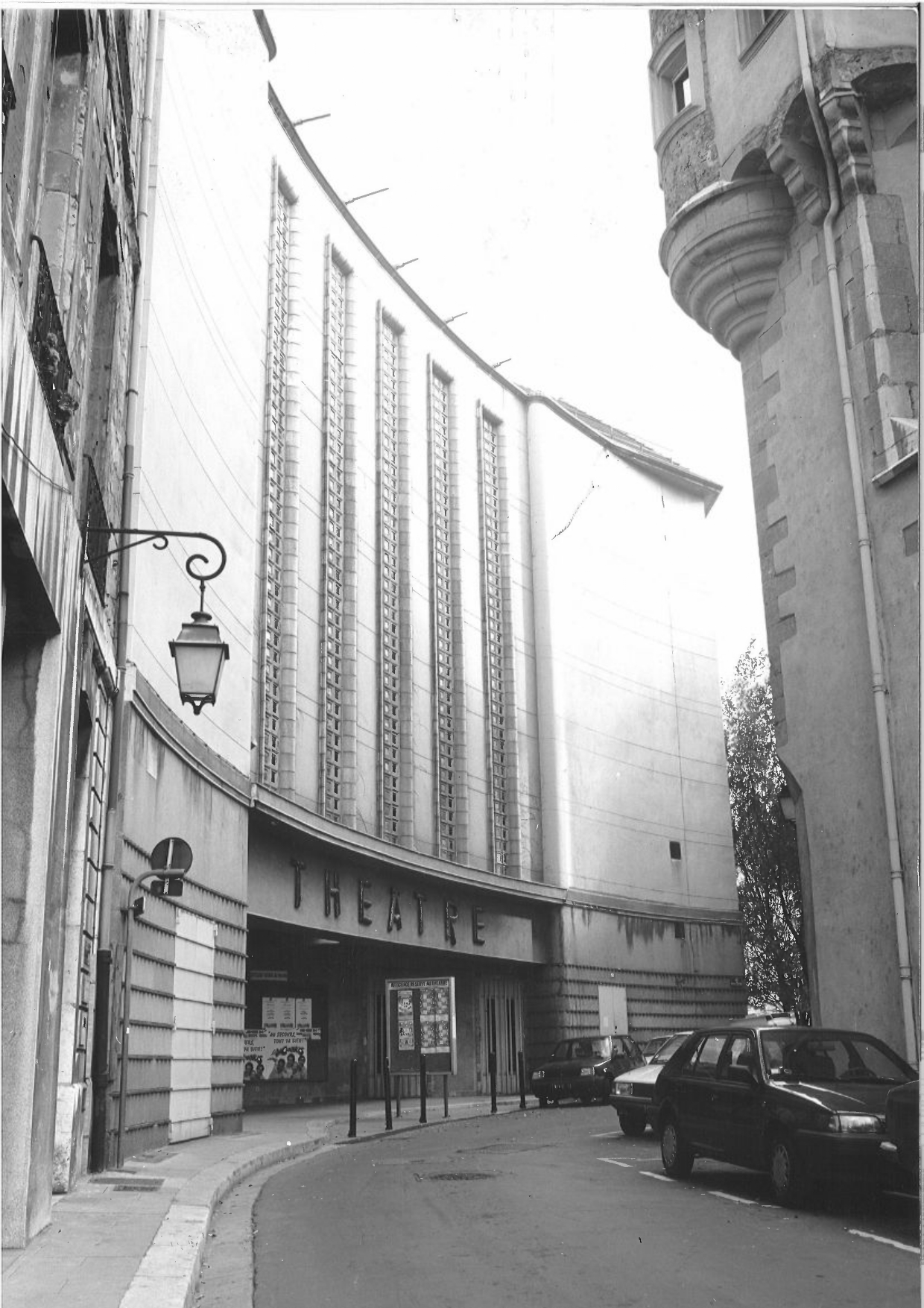
Entrée du théâtre au début de la rue Hector-Berlioz en 1952.

En 1952, la Ville put enfin se donner les moyens de doter l'établissement d'un équipement moderne capable d'offrir le confort et d'assurer la sécurité des spectateurs. L'intérieur fut totalement réaménagé. Les efforts furent concentrés surtout sur l'acoustique et la manutention. Un ingénieur belge étudia la réflexion sonore de la salle afin d'obtenir le maximum de confort acoustique. Quant à la scène, elle fut directement reliée à la rue, située sur les quais, par un monorail, afin de faciliter les manipulations. La décoration intérieure privilégia le confort et la sobriété  esthétique, dossiers de velours et revêtement monochrome des murs. Deux pompes pouvant débiter cent vingt mètres cubes d'eau à la minute, sur simple pression d'un bouton, furent installées, pour parer à un éventuel incendie. Enfin, la façade extérieure côté quais fut démolie et mise au goût du jour, et l'entrée décorée de fresques polychromes cloisonnées par l'artiste Georges Gimel représentant les artistes et comédiens des années 1920 à Paris.

## A l'heure des Jeux Olympiques de 1968
En 1965, Hubert Dubedout arrive à la mairie de Grenoble et se voit prendre en charge le projet de son prédécésseur, les Jeux Olympiques de 1968. Il intègre dans les projets de construction, celui d’une maison de la culture, celle-ci sera inaugurée par André Malraux le 3 février 1968. Le Théâtre de Grenoble perd donc son monopole et compose un nouveau projet main dans la main avec la toute nouvelle maison de la culture. La direction de Bernard Richard au Théâtre de Grenoble, co-produit et accueille des spectacles locaux, mais programme également des créations de spectacle au coeur des nouveaux quartiers de la ville.
Pendant, 7 années de direction, Bernard Richard aura métamorphosé le vieux théâtre dans lequel se jouaient exclusivement des spectacles lyriques, en théâtre de la décentralisation et démocratisation culturelle, aux côtés de la maison de la culture.
Après Bernard Richard, le Théâtre de Grenoble est petit à petit revenu sur ce qu’il savait faire depuis longtemps. Les œuvres lyriques cotoyaient les pièces locales et les expositions de peinture. La salle de spectacle accueillait des pièces très différentes les unes des autres et affichait en remplissage modeste mais fonctionnel.
Dans les années 1970, l’intérieur de la salle est refait à neuf, avec un réaménagement des fauteuils et l’installation de panneaux de bois pour améliorer l’acoustique de la salle.

## L'âge d'or du théâtre de boulevard

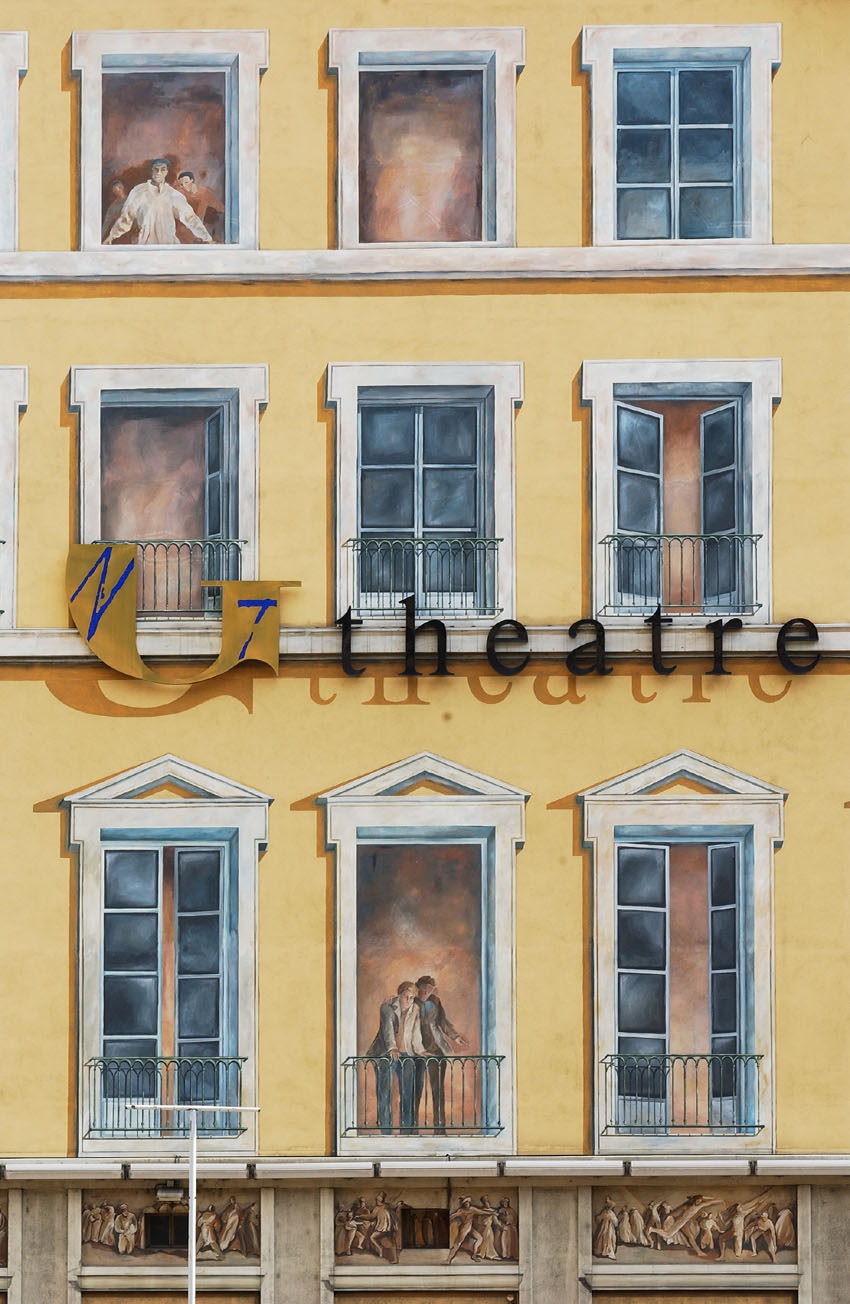
Façade côté quai du théâtre de Grenoble, refaite en 1993

En 1989, Guy Sisti devient directeur du Nouveau Théâtre de Grenoble, avec pour projet de redynamiser la salle de spectacle et de reconquérir les grenoblois. En 1993, la façade côté quai le crépi gris du mur de scène aveugle a été remplacée par une fresque en trompe-l'œil en 1993, montrant des fenêtres, certaines décorées de personnages, créant l'illusion d'une continuité avec les façades environnantes et le logo du NTG apparaissent un peu partout. À l'angle de la place, la façade de la billetterie expose la citation de Louis Jouvet (1887-1951) « heureux fantômes du théâtre et de la scène, qu'on quitte avec regrets et qu'on retrouve avec joie ». Ces décoration sont encore visible aujourd'hui. 
La programmation de ce nouveau directeur marquera l’identité du Théâtre de Grenoble pendant presque 30 ans. La programmation était riche de 90 représentations par saison et accueillait les tournées des spectacles parisiens avec les vedettes du cinéma français. Les soirées du réveillon étaient consacrées au music-hall et au cabaret avec une formule repas assurée par la Table Ronde. Les grenoblois ont pu voir sur les planches du Théâtre de Grenoble des artistes comme Fabrice Luchini, Birkin, Alain Delon, Muriel Robin, Laspales et Chevalier, Anne Roumanoff, Mimie Mathy, Laurent Ruquier, etc.
La direction qui suivit, celle d’Evelyne Serive, composa une programamtion dans la continuité de Guy Sisti tout en amenant petit à petit des spectacles de compagnies locales un peu moins connues. La saison 2007/2008, s’ouvre avec une salle entièrement refaite de 600 nouveaux fauteuils.

## Aujourd'hui
La saison 2016-2017 ouvre un nouveau chapitre pour le théâtre de Grenoble. La municipalité d'Éric Piolle choisit de réunir trois salles de spectacle sous la même gestion. Le Théâtre Municipal, Le Théâtre 145 et le Théâtre de Poche sont donc réunis pour une programmation commune. En 2020-2021, la nouvelle directrice Delphine Gouard, réunit les trois lieux sous le même nom : TMG, « Une saison trois lieux », la salle du centre-ville est renommée Grand Théâtre pour marquer la différence entre les trois salles.
Le projet du TMG est complètement repensé et fait table rase du théâtre de boulevard. Le Théâtre municipal de Grenoble  se tourne vers la programmation de spectacles de compagnies locales, développe un axe de soutien à la création par des propositions de résidence, mais aussi des ateliers décors et costumes. Le TMG ouvre ses portes en dehors des soirs de spectacles avec des actions culturelles régulière, ateliers, séances scolaires, visites des théâtres etc.